# Alexander Konstantinowitsch Drewal
Alexander Konstantinowitsch Drewal (russisch Александр Константинович Древаль; * 17. Juli 1944 in Moskau) ist ein ehemaliger sowjetischer Wasserballspieler. Bei Olympischen Spielen gewann er mit der sowjetischen Nationalmannschaft 1972 Gold. 1975 war er Weltmeister und 1973 Weltmeisterschaftszweiter sowie 1970 Europameister.

## Sportliche Karriere
Der 1,90 Meter große Angriffsspezialist spielte für Burewestnik Moskau.
1970 bei der Europameisterschaft in Barcelona gewann die sowjetische Mannschaft den Titel mit neun Siegen in neun Spielen, Zweite wurden die Ungarn vor den Jugoslawen. Bei seinen ersten Olympischen Spielen 1972 in München wirkte Drewal in allen acht Partien mit und erzielte insgesamt elf Tore. Die sowjetische Mannschaft verlor kein Spiel, die Partien gegen die Ungarn und gegen das US-Team endeten unentschieden. Am Ende lagen die Ungarn nach Punkten gleichauf mit der sowjetischen Mannschaft, die aber durch die bessere Tordifferenz die erste olympische Goldmedaille für die Sowjetunion im Wasserball gewann. 1973 fand in Belgrad die erste Weltmeisterschaft statt. Die ungarische Mannschaft bezwang in der Endrunde die sowjetische Auswahl mit 5:4 und gewann dadurch den ersten Titel. 1975 bei der Weltmeisterschaft in Cali siegte das sowjetische Team im letzten Spiel mit 5:4 über die Ungarn und gewann damit Gold vor den Ungarn und den Italienern, wobei Drewal zwei der fünf Tore gegen die Ungarn warf. 1976 erreichte das sowjetische Team bei den Olympischen Spielen in Montreal nur den achten Platz. Drewal warf im Turnierverlauf neun Tore. 1977 bei der Europameisterschaft in Jönköping belegte die sowjetische Mannschaft den vierten Platz hinter den Ungarn, den Jugoslawen und den Italienern, nachdem sie gegen alle drei Medaillengewinner unterlegen war.